# Nokia Lumia 1020
Nokia Lumia 1020 er en mobiltelefon, der blev lanceret i New York d. 11. juli 2013 ved et Nokia-event.

## Kamera
kameraet har en 41 megapixel billedsensor med Carl Zeisslinse og xenonblitz. Kamera-teknologien bag den er en videreudvikling af modellen Nokia Pureview 808, der også har optisk billedstabilisering og et højt antal pixel. 
Telefonen kan tage billeder på 5 32 (16:9) eller 38 megapixels (4:3)